# Найперші
«Найперші» — радянський чорно-білий художній фільм-мелодрама, поставлений на кіностудії «Ленфільм» в 1961 році режисером Анатолієм Граником.

## Сюжет
Льотчик Сергій Сазонов (Ігор Пушкарьов) потрапив в групу космонавтів і тепер у нього попереду інтенсивні тренування перед польотом в космос. Через це він вирішив припинити свої відносини зі студенткою Наталею. Однак поговоривши з нею по телефону, Сергій робить пропозицію… На прийомі в Кремлі на честь польоту Юрія Гагаріна подружжя Сазонова присутні разом, і саме в цій урочистій обстановці Сергію повідомляють, що починається нова програма підготовки, мета якої — політ на Місяць.

## У ролях
- Ігор Пушкарьов —  Сергій Сазонов
- Ніна Дробишева —  Наташа
- Павло Махотін —  Олександр Васильович Калугін
- Людмила Шагалова —  Віра Павлівна Калугіна
- Володимир Честноков —  академік Андрій Миколайович Аркадьєв
- Володимир Самойлов —  Борис Михайлович
- Олег Жаков —  Євген Олексійович, начальник медслужби загону космонавтів
- Олександр Стрельников —  Григор'єв
- Павло Кашлаков —  Воронцов
- Станіслав Фесюнов —  Віктор
- Віктор Терехов —  Міша
- Лев Брілліантов —  Соков
- Анатолій Абрамов —  Іван Васильович, комендант гуртожитку
- Іван Дмитрієв —  генерал
- Лідія Колпакова —  Осипенко, лікар госпіталю
- Юхим Копелян —  Рубен Григорович
- Світлана Мазовецька —  Зінаїда Іванівна, лаборантка
- Віра Медведєва —  секретар академіка Аркадьєва
- Геннадій Нілов —  Микола Андрійович, лікар-випробувач
- Роза Свердлова —  санітарка госпіталю
- Олександр Суснін —  авіатехнік, підлеглий Сазонова
- Валерій Сомов — епізод
- Володимир Сошальський —  один із запрошених до академіка Аркадьєва

## Знімальна група
- Автор сценарію — Олексій Тверськой
- Постановка — Анатолій Граник
- Головний оператор — Музакір Шуруков
- Режисер — Семен Дерев'янський
- Головний художник — Микола Суворов
- Композитор — Ісаак Шварц
- Звукооператор — Семен Шумячер
- Редактор — Світлана Пономаренко